# トイプリッズ
株式会社トイプリッズは、日本の声優事務所、音声制作会社。

## 概要
2019年に声優の古川小百合が事務所から独立して設立した声優マネジメント事務所。古川は2016年よりボイストレーニング教室「美声ラボ」を立ち上げており、プロクラスを受講している生徒が育ってきたことから新たな事業展開として設立された。現在も事業の一環として「美声ラボ」は継続され、所属声優には「美声ラボ」出身者も在籍している。
マネジメント事務所のCubic Recordsと業務を提携する。

## 所属者
2023年12月時点
- 古川小百合（代表）
- ボンジュール鈴木
- たなかこころ
- 庄司将之
- 土谷麻貴（業務提携）
- 成島あきの
- 折原優依（業務提携）
- 村田知沙（業務提携）
- 美樹鈴音
- 大砂南
- 上谷留佳（預かり）
- 真城莉紗（準預かり）
- 畠山莉緒（準預かり）

## 過去の所属者
- 阿部彩菜[3]
- 前田将吾